# Рёмхильд
Рёмхильд (нем. Römhild) — город в Германии, в земле Тюрингия. 
Входит в состав района Хильдбургхаузен. Подчиняется управлению Глайхберге.  Население составляет 1879 человек (на 31 декабря 2010 года). Занимает площадь 20,34 км². Официальный код  —  16 0 69 038.
В 1980 году возле города Ремхильд было открыто восстановленное по археологическим данным поселение кельтов двухтысячелетней давности (этот комплекс общей площадью 70 гектаров стал крупнейшим музеем ГДР под открытым небом).